# Liste von Kapuzinerklöstern in Mittel- und Südeuropa
Die Liste von Kapuzinerklöstern in Mittel- und Südeuropa (in Deutschland, Frankreich, Italien, Österreich, Polen, Slowenien, Tschechien und der Schweiz) gibt eine Übersicht über bestehende oder ehemalige Klöster der Kapuziner deutschsprachiger Provenienz. Sie umfasst
- die Klöster der Schweizerischen Provinz (seit 1589) und ihrer Abspaltungen: der Vorderösterreichischen Provinz (1668–1834), der Elsässer Provinz (1729–1791) und der schwäbischen Provinz (1782–1803);
- der Tiroler (seit 1828 Nordtiroler) Provinz (seit 1605) und ihrer Abspaltungen: der Bayerischen Provinz (seit 1668), der Fränkischen Provinz (1711–1836), der Schwäbisch-Pfälzischen Provinz (1791–1803);
- der Kölnisch-Rheinischen Provinz (1619–1668) und ihrer Aufspaltungen: der Kölnischen (ab 1803 Westfälischen) Provinz (1668–1834), der Rheinischen Provinz (1668–1803), ihrer Nachfolge der Rheinisch-Westfälischen Provinz (seit 1860) mit der Abspaltung der Elsässischen Provinz (seit 1919);
- der Steirischen (ab 1921 in der Wiener aufgegangen) Provinz (1619–1921);
- der Österreichisch-Wiener Provinz (1619–1921 und in ihrer Nachfolge der Wiener Provinz (seit 1921);
- der Österreichisch-Böhmischen Provinz (1618–1673) und ihrer Abspaltungen: der Böhmischen Provinz (1673–1827), der Mährischen Provinz (1783–1827) und ihrer Vereinigung der Böhmisch-Mährischen Provinz 1827–1946).

## Deutschland
- Kapuzinerkloster Aldenhoven
- Kapuzinerkloster Aschaffenburg
- Kapuzinerkloster Altötting
- Kapuzinerkloster Augsburg
- Kapuzinerkloster Baden-Baden
- Kapuzinerkloster Bamberg
- Kapuzinerkloster Bartenstein
- Kapuzinerkloster Bergheim
- Kapuzinerkloster Biberach
- Kapuzinerkloster Bocholt
- Kapuzinerkloster Breisach
- Kapuzinerkloster Bretten
- Kapuzinerkloster Bruchsal
- Kapuzinerkloster Cochem
- Kapuzinerkloster Deggendorf
- Kapuzinerkloster Deggingen
- Kapuzinerkloster Dieburg
- Kapuzinerkloster Dinkelsbühl
- Kapuzinerkloster Dillingen an der Donau
- Kapuzinerkloster Donauwörth
- Kapuzinerkloster Düren
- Kapuzinerkloster Dürnau
- Kapuzinerkloster Eichstätt
- Kapuzinerkloster Ellwangen an der Jagst
- Kapuzinerkloster Engen
- Kapuzinerkloster Erding
- Kapuzinerkloster Essen
- Kapuzinerkloster Euskirchen
- Kapuzinerkloster Frankfurt am Main
- Kapuzinerkloster Frankenthal
- Kapuzinerkloster Freiburg im Breisgau
- Kapuzinerkloster Gladbach
- Kapuzinerkloster Engelberg (Großheubach)
- Kapuzinerkloster Grünstadt
- Kapuzinerkloster Günzburg
- Kapuzinerkloster Haslach
- Kapuzinerkloster Heidelberg
- Kapuzinerkloster Hilseheim
- Kapuzinerkloster Höchstadt an der Aisch
- Kapuzinerkloster Immenstadt
- Kapuzinerkloster Ingolstadt
- Kapuzinerkloster Jülich
- Kapuzinerkloster Karlsruhe
- Kapuzinerkloster Kempten
- Kapuzinerkloster Kleincomburg
- Kapuzinerkloster Königshofen im Grabfeld
- Kapuzinerkloster Königstein
- Kapuzinerkloster Kitzingen
- Kapuzinerkloster Koblenz
- Kapuzinerkloster Königstein
- Kapuzinerkloster Konstanz
- Kapuzinerkloster Krefeld-Inrath
- Kapuzinerkloster Ladenburg
- Kapuzinerkloster Landshut
- Kapuzinerkloster Langenargen
- Kapuzinerkloster Linz am Rhein
- Kapuzinerkloster Lohr
- Kapuzinerkloster Mahlberg
- Kapuzinerkloster Mainz
- Kapuzinerkloster Mannheim
- Kapuzinerkloster Markdorf
- Kapuzinerkloster Marsberg
- Kapuzinerkloster Mergentheim
- Kapuzinerkloster Meßkirch
- Kapuzinerkloster Michaelisberg
- Kapuzinerkloster München
- Kapuzinerkloster Münster
- Kapuzinerkloster Münstereifel
- Kapuzinerkloster Neckarsulm
- Kapuzinerkloster Neuenburg am Rhein
- Kapuzinerkloster Neumarkt in der Oberpfalz
- Kapuzinerkloster Neustadt im Schwarzwald
- Kapuzinerkloster Neustadt an der Weinstraße
- Kapuzinerkloster Oberkirch
- Kapuzinerkloster Ochsenfurt
- Kapuzinerkloster Offenburg
- Kapuzinerkloster Oppenau
- Kapuzinerkloster Paderborn
- Kapuzinerkloster Passau
- Kapuzinerkloster Pfedelbach
- Kapuzinerhospiz Pforzheim
- Kapuzinerkloster Pfullendorf
- Kapuzinerkloster Radolfzell
- Kapuzinerkloster Ravensburg
- Kapuzinerkloster Regensburg
- Kapuzinerkloster Riedlingen
- Kapuzinerkloster Rheinberg
- Kapuzinerkloster Rosenheim
- Kapuzinerkloster Rottenburg am Neckar
- Kapuzinerkloster Rottweil
- Kapuzinerkloster Rüthen
- Kapuzinerkloster Säckingen
- Kapuzinerkloster Schwäbisch Gmünd
- Kapuzinerkloster Schwandorf
- Kapuzinerkloster Sögel
- Kapuzinerkloster Speyer
- Kapuzinerkloster Staufen
- Kapuzinerkloster Stockach
- Kapuzinerkloster Straubing
- Kapuzinerkloster Stühlingen
- Kapuzinerkloster Traunstein
- Kapuzinerkloster Trier
- Kapuzinerkloster Türkheim
- Kapuzinerkloster Überlingen
- Kapuzinerkloster Villingen
- Kapuzinerkloster Vilshofen
- Kapuzinerkloster Vohenstrauß
- Kapuzinerkloster Waghäusel
- Kapuzinerkloster Waldshut
- Kapuzinerkloster Walldürn
- Kapuzinerkloster Wangen im Allgäu
- Kapuzinerkloster Wassenberg
- Kapuzinerkloster Wasserburg
- Kapuzinerkloster Weil der Stadt
- Kapuzinerkloster Weißenhorn
- Kapuzinerkloster Wemding
- Kapuzinerkloster Werl
- Kapuzinerkloster Werne
- Kapuzinerkloster Wertheim
- Kapuzinerkloster Witten
- Kapuzinerkloster Wolnzach
- Kapuzinerkloster Worms
- Kapuzinerkloster Würzburg
- Kapuzinerkloster Wurmlingen
- Kapuzinerkloster Xanthen
- Kapuzinerkloster Zell (a. Harmersbach)
- Kapuzinerkloster Zülpich

## Frankreich
- Kapuzinerkloster Belfort
- Kapuzinerkloster Blotzheim
- Kapuzinerkloster Colmar
- Kapuzinerkloster Ensisheim
- Kapuzinerkloster Fort Louis
- Kapuzinerkloster Hagenau
- Kapuzinerkloster Kiensheim
- Kapuzinerkloster Landau
- Kapuzinerkloster Landser
- Kapuzinerkloster Molsheim
- Kapuzinerkloster Neu Breisach
- Kapuzinerkloster Oberehnheim
- Kapuzinerkloster Schlettstadt
- Kapuzinerkloster Sigolsheim
- Kapuzinerkloster Straßburg großer Konvent
- Kapuzinerkloster Straßburg kleiner Konvent
- Kapuzinerkloster Sulz
- Kapuzinerkloster Thann
- Kapuzinerkloster Wasselnheim
- Kapuzinerkloster Weissenburg

## Italien
- Kapuzinerkloster Bozen
- Kapuzinerkloster Brixen
- Kapuzinerkloster Lana
- Kapuzinerkloster Meran
- Kapuzinerkloster Neumarkt
- Kapuzinerkloster Sterzing
- Kapuzinerkloster Voltri

## Österreich
- Kapuzinerkloster Bezau, nun Franziskanerkloster
- Kapuzinerkloster Dornbirn, seit 2004 Franziskanerkloster[1]
- Kapuzinerkloster Feldkirch
- Kapuzinerkloster Freistadt
- Kapuzinerkloster Fügen
- Kloster Gauenstein, seit 2022 Schwestern der Hl. Klara
- Kapuzinerkloster Hartberg
- Kapuzinerkloster Imst
- Kapuzinerkloster Innsbruck
- Kapuzinerkloster Irdning
- Kapuzinerkloster Klagenfurt
- Kapuzinerkloster Leibnitz
- Kapuzinerkloster Linz
- Kapuzinerkloster Maria Fieberbründl
- Kapuzinerkloster Ried
- Kapuzinerkloster Salzburg
- Kapuzinerkloster Scharding
- Kapuzinerkloster Tarasp
- Kapuzinerkloster Wien
- Kapuzinerkloster Wiener Neustadt
- Bezirksmuseum Mödling, anfangs Kapuzinerkloster

## Polen
- Kapuzinerkloster Breslau
- Kapuzinerkloster Brieg
- Kapuzinerkloster Glogau
- Kapuzinerkloster Liegnitz
- Kapuzinerkloster Neisse
- Kapuzinerkloster Neustadt
- Kapuzinerkloster Schweiditz

## Schweiz
- Kapuzinerkloster Altdorf
- Kapuzinerinnenkloster Altdorf
- Kapuzinerkloster Appenzell
- Kapuzinerkloster Arth am Zuger See
- Kapuzinerkloster Baden
- Kapuzinerkloster Bellinzona
- Kapuzinerkloster Bigorio
- Kapuzinerkloster Bremgarten
- Kapuzinerkloster Brig
- Kapuzinerkloster Bulle
- Kapuzinerkloster Delémont
- Kapuzinerkloster Dornach
- Kapuzinerkloster Faido
- Kapuzinerkloster Freiburg im Üechtland
- Kapuzinerkloster Laufenburg
- Kapuzinerkloster Locarno
- Kapuzinerkloster Lugano
- Kapuzinerkloster Luzern
- Kapuzinerkloster Mels
- Kapuzinerkloster Näfels
- Kapuzinerkloster Olten
- Kapuzinerkloster Pruntrut
- Kapuzinerkloster Rapperswil
- Kapuzinerkloster Rheinfelden
- Kapuzinerkloster Saint-Maurice
- Kapuzinerkloster Sarnen
- Kapuzinerkloster Schüpfheim/Entlebuch
- Kapuzinerkloster Schwyz
- Kapuzinerkloster Sion
- Kapuzinerkloster Solothurn
- Kapuzinerkloster Stans
- Kapuzinerkloster Sursee
- Kapuzinerkloster Wil
- Kapuzinerkloster Zug

## Slowenien
- Kapuzinerkloster Cilli
- Kapuzinerkloster Marburg

## Tschechien
- Kapuzinerkloster Brünn
- Kapuzinerkloster Mariasorg
- Kapuzinerkloster Opotschno
- Kapuzinerkloster Kyjov
- Kapuzinerkloster Kolín
- Kapuzinerkloster Mariánská
- Kapuzinerkloster Mělník
- Kapuzinerkloster Mikulov
- Kapuzinerkloster Mnichovo Hradiště
- Kapuzinerkloster Ölmütz
- Kapuzinerkloster Prag
- Kapuzinerkloster Prager Neustadt
- Kapuzinerkloster Roudnice nad Labem
- Kapuzinerkloster Saaz
- Kapuzinerkloster Třebíč
- Kapuzinerkloster Znaim